# Luftbrunn

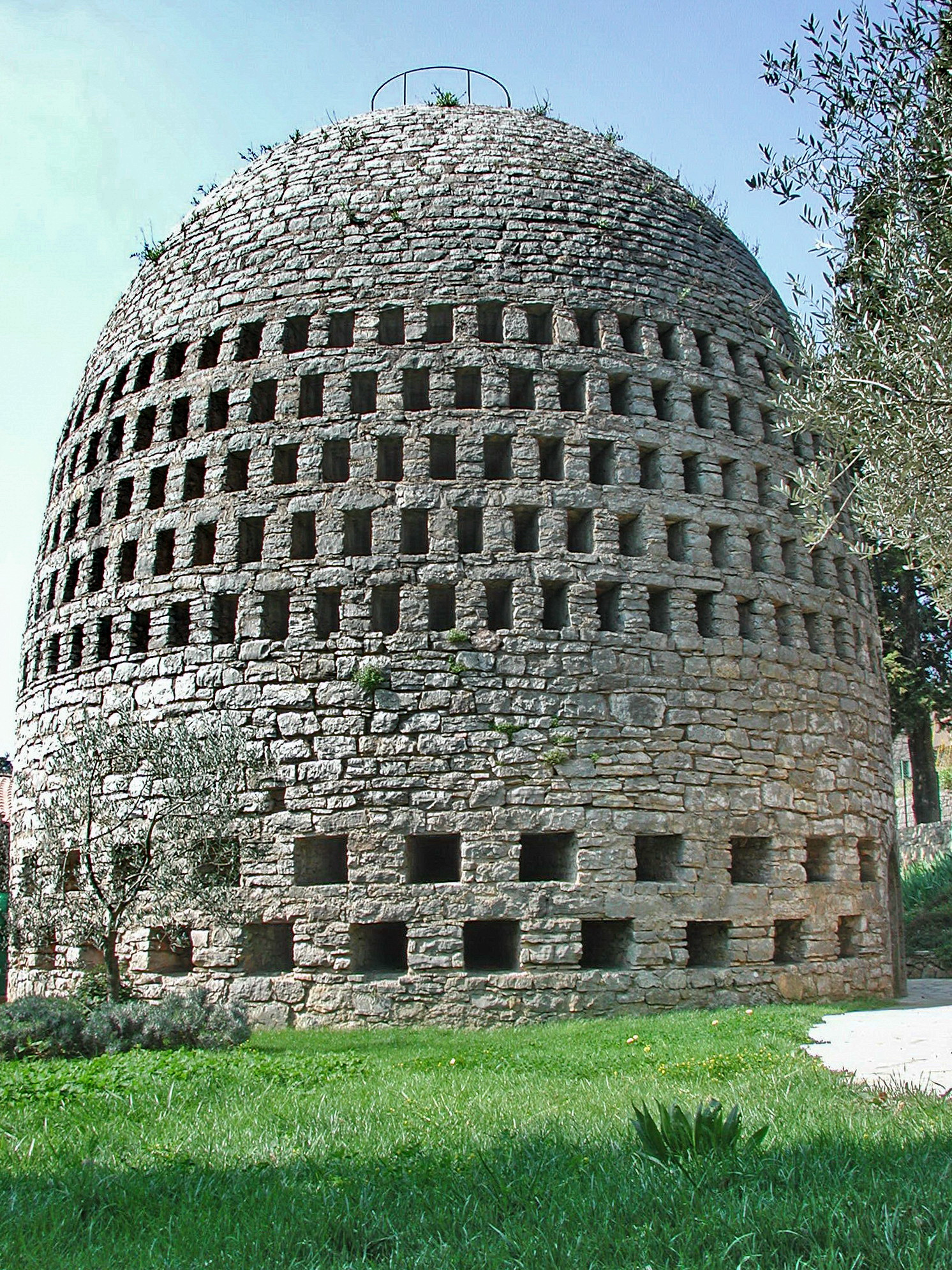
Luftbrunn i Trans-en-Provence.

En luftbrunn är en konstruktion som samlar vatten genom att kondensera vattenånga i luften. Det finns många och varierande formgivningar på luftbrunnar, men de enklaste är helt passiva och kräver ingen extern energikälla och har få, eller inga, rörliga delar.
Tre huvudsakliga formgivningar används för luftbrunnar, vilka benämns som hög massa, radiativa och aktiva:
- Luftbrunnar med hög massa: användes under tidigt 1900-tal, men formgivningen misslyckades.
- Luftbrunnar med låg massa, radiativa samlare: utvecklades under det sena 1900-talet och framåt, visade sig vara mycket mer framgångsrikt.
- Aktiva samlare: dessa samlar vatten på samma sätt som en avfuktare; även om formgivningen fungerar bra, så kräver de en energikälla, vilket gör dem oekonomiska förutom under speciella omständigheter. Nya, innovativa formgivningar försöker minimera energikraven för aktiva kondensorer eller använda förnybara energikällor.